# Thomas Gerull
Thomas Gerull (Itzehoe, 2 de enero de 1962) es un deportista alemán que compitió para la RFA en esgrima, especialista en la modalidad de espada.
Participó en los Juegos Olímpicos de Seúl 1988, obteniendo una medalla de plata en la prueba por equipos (junto con Elmar Borrmann, Volker Fischer, Alexander Pusch y Arnd Schmitt).
Ganó cuatro medallas en el Campeonato Mundial de Esgrima entre los años 1985 y 1990.

## Palmarés internacional
| Juegos Olímpicos   | Juegos Olímpicos        | Juegos Olímpicos | Juegos Olímpicos   |
| Año                | Lugar                   | Medalla          | Prueba             |
| ------------------ | ----------------------- | ---------------- | ------------------ |
| 1988               | Seúl (Corea del Sur)    | Medalla de plata | Espada por equipos |
| Campeonato Mundial |                         |                  |                    |
| Año                | Lugar                   | Medalla          | Prueba             |
| 1985               | Barcelona (España)      | Medalla de oro   | Espada por equipos |
| 1987               | Lausana (Suiza)         | Medalla de plata | Espada por equipos |
| 1989               | Denver (Estados Unidos) | Medalla de plata | Espada por equipos |
| 1990               | Lyon (Francia)          | Medalla de oro   | Espada individual  |